# Technoself
Technoself je druhé sólové studiové album amerického hudebníka, skladatele a producenta Deantoniho Parkse. Vydáno bylo 4. prosince 2015 společnostmi Leaving Records a Stones Throw Records. Jako první píseň z alba byla představena „Our Shadows“ již v září 2015. Počátkem listopadu byla pak představena píseň „Bombay“. K ní byl vydán také videoklip, jehož režisérem byl Miko Revereza. Celé album bylo prostřednictvím webu Stones Throw dostupné přes stream již 1. prosince 2015. Tři skladby byly nahrány živě při vystoupení pro rozhlasovou stanici Dublab, zbylé byly nahrány ve studiu. Všechny písně byly nahrány v reálném čase, neobsahují žádné overduby či smyčky. Parks tak ovládal jak bicí, tak i sampler. Sám k tomu řekl, že chtěl dělat hudbu, která se odehrává v době myšlení. Parks řadu let spolupracoval s velšským hudebníkem a skladatelem Johnem Calem. Parks prohlásil, že to právě Cale, kdo měl na tuto desku největší vliv. Parks v písních využívá řadu samplů, například v písní „Down“ se nachází sampl písně „Fire and Rain“ od Jamese Taylora, zatímco v „Graphite“ je „Paranoid“ od kapely Black Sabbath.

## Seznam skladeb
Autorem všech skladeb je Deantoni Parks.
| Pořadí         | Název              | Délka |
| -------------- | ------------------ | ----- |
| 1.             | Black Axioms       | 6:14  |
| 2.             | Our Shadows        | 3:51  |
| 3.             | Down               | 2:54  |
| 4.             | Graphite           | 3:05  |
| 5.             | Ashes              | 4:20  |
| 6.             | Methodist          | 4:29  |
| 7.             | Automatic          | 2:33  |
| 8.             | Pebble             | 3:09  |
| 9.             | Fosse in the Grass | 4:46  |
| 10.            | Bombay             | 3:28  |
| 11.            | Orbis Magnus       | 4:26  |
| Celková délka: | Celková délka:     | 43:15 |